# خمیلنگک (استان پودلاسکی)
خمیلنگک (به لهستانی:  Chmielnik) یک روستا در لهستان است که در گمینا چارنا بیاووستوتسکا واقع شده‌است.